# Briggsia parvifolia
Briggsia parvifolia är en tvåhjärtbladig växtart som beskrevs av K.Y. Pan. Briggsia parvifolia ingår i släktet Briggsia och familjen Gesneriaceae. Inga underarter finns listade i Catalogue of Life.